# Motuhaku Island
Motuhaku Island ist eine Insel vor Great Barrier Island im Norden von Neuseeland.

## Geographie
Die Insel befindet sich rund 300 m westlich von Nelson Island und rund 890 m westlich von Kaikoura Island, an der Westseite von Great Barrier Island. Mit seiner Westseite in den Cradock Channel hineinragend, stellt die Insel der westlichste Punkt aller Inseln um Great Barrier Island dar. Nordöstlich der Insel beginnt der Naturhafen Port Abercrombie.
Die Insel besitzt eine Längenausdehnung von 1,15 km in Nordwest-Südost-Richtung und eine maximale Breite von 610 m in Nordnordost-Südsüdwest-Richtung. Die Gesamtfläche der Insel, die ihren höchsten Punkt im südöstlichen Teil finden, beträgt 37,6 Hektar.